# الرباط (المخادر)

تعديل مصدري - تعديل

الرباط هي إحدى قرى عزلة السحول بمديرية المخادر التابعة لمحافظة إب، بلغ تعداد سكانها 179 نسمة حسب تعداد اليمن لعام 2004.